# Ralph L. Holloway
Ralph Leslie Holloway (* 6. Februar 1935 in Philadelphia, Pennsylvania; † 12. März 2025 in New York City) war ein US-amerikanischer Anthropologe. Er war ab 1973 Professor für Biological Anthropology an der Columbia University in New York City sowie ab 2005 wissenschaftlicher Mitarbeiter am American Museum of Natural History und gilt als Experte auf dem Gebiet der Paläoneurologie.

## Ausbildung
Ralph Holloway wuchs in Philadelphia auf und studierte dort von 1953 bis 1956 am Drexel Institute of Technology im Fachgebiet Metallurgie (Metallurgical Engineering). Danach wechselte er an die University of New Mexico in Albuquerque und erwarb 1959 den Bachelor-Grad im Fachgebiet Ingenieurgeologie (Geology and Engineering). Bereits während seines Studiums in Albuquerque hatte er Kurse im Fach Anthropologie belegt und sich in das Fach „verliebt“, weswegen er – nach einem Jahr Beschäftigung als Ingenieur bei Lockheed Aircraft in Burbank – im Jahr 1960 für eine Doktorarbeit im Fach Anthropologie an die University of California, Berkeley ging. Dort wurde er u. a. von Sherwood L. Washburn und Theodore D. McCown betreut und 1964 aufgrund der neuroanatomischen Studie Some quantitative relations of the primate brain promoviert. Im selben Jahr erwarb er eine Stelle als Assistant Professor für Anthropologie an der Columbia University. 1969 wurde er an gleichem Ort zum Associate Professor ernannt, und ab 1973 war er schließlich Full Professor an der Columbia University.

## Forschung
Ab Anfang der 1960er-Jahre befasste sich Holloway mit vergleichenden anatomischen Studien über Bau und Funktion des Gehirns von Primaten. Mit Hilfe von Ausgüssen von fossilen Schädeln erforschte er insbesondere die Evolution des Gehirns von homininen Vorfahren des anatomisch modernen Menschen (Homo sapiens) und – als Vergleich mit diesen – der nicht-menschlichen Menschenaffen. Zudem analysierte er die Variationsbreite des menschlichen Gehirns, insbesondere im Hinblick auf die Hirnmasse, den Feinbau der Hirnregionen und den Sexualdimorphismus. Da das Gehirn auf der Innenseite der Schädelknochen Abdrücke seiner Oberfläche hinterlässt, können diese Oberflächenstrukturen mit Hilfe von Schädelausgüssen zugänglich gemacht werden, ohne den Schädel zu öffnen oder anderweitig zu beschädigen.
In einem Interview der New York Times berichtete Holloway, seine Fokussierung auf die Analyse von Schädelausgüssen habe Ende der 1960er-Jahre begonnen, als er in Südafrika den auf natürliche Weise entstandenen Schädelausguss des sogenannten Taung-Kindes, des Holotypus der Gattung Australopithecus, untersuchen durfte. Aufgrund seiner eigenen Studien konnte er die nach Entdeckung des Kinderschädels von Raymond Dart im Jahr 1925 gemachte Beobachtung bestätigen, dass beispielsweise im Bereich des Occipitallappens die Form des sulcus lunatus deutlich menschenähnlich und nicht affenähnlich ist. In den 1970er-Jahren fertigte Holloway zahlreiche Ausgüsse von fossilen Australopithecinen an und entwickelte aus seinen Analysen der Merkmale ihrer – recht kleinen – Gehirne die Theorie, dass der Vergrößerung des Hirnvolumens in der zum Menschen führenden Abstammungslinie eine Umstrukturierung des Baus der Gehirne vorausgegangen war. Anhand von virtuellen Schädelausgüssen wurde beispielsweise auch widerlegt, dass Homo floresiensis ein anatomisch moderner Mensch mit einem durch Mikrozephalie verkleinerten Gehirn war.
Als besonderen Beitrag zur Erforschung homininer Gehirne erwähnt Bernard Wood in seiner Encyclopedia of Human Evolution, dass Holloway eine Methode zur Herstellung von Schädelausgüssen auf Basis von flüssigem Latex entwickelte. Zunächst werden alle Löcher des Schädels außer dem Großen Hinterhauptsloch abgedichtet, durch das eine kleine Menge Latex ins Innere des Schädels gespritzt wird. Sodann wird die Flüssigkeit kräftig herumgewirbelt, so dass sich eine geschlossene dünne Latexschicht auf den Innenflächen der Schädelknochen bildet. Sobald die Schicht ausgehärtet ist, wird der gesamte Vorgang so lange wiederholt, bis die Latexschicht so dick ist, dass sie beim Herausholen durch das Hinterhauptsloch nicht zerstört wird.

## Ehrungen (Auswahl)
- 1969: Fellow der American Association for the Advancement of Science
- 1974: Guggenheim Fellowship
- 1977: Mitglied der New York Academy of Sciences
- 1992: Ehrenmitglied von Phi Beta Kappa
- 2015: Mitglied der National Academy of Sciences

## Schriften (Auswahl)
- Some quantitative relations of the primate brain. Dissertation, University of California, Berkeley 1964.
- The evolution of the primate brain: Some aspects of quantitative relations. In: Brain Research. Band 7, Nr. 2, 1968, S. 121–172, doi:10.1016/0006-8993(68)90094-2.
- als Herausgeber: Primate Aggression, Territoriality and Xenophobia: A Comparative Perspective. Academic Press, New York 1974, ISBN 978-0-12-352850-6.
- The Indonesian Homo erectus brain endocasts revisited. In: American Journal of Physical Anthropology. Band 55, Nr. 4, 1981, S. 503–521, doi:10.1002/ajpa.1330550412.
- The failure of the gyrification index (GI) to account for volumetric reorganization in the evolution of the human brain. In: Journal of Human Evolution. Band 22, Nr. 3, 1992, S. 163–170, doi:10.1016/S0047-2484(05)80005-3.
- mit Douglas C. Broadfield und Michael S. Yuanals (Hrsg.): The Human Fossil Record. Volume 3: Brain Endocasts – The Paleoneurological Evidence. John Wiley & Sons, 2004, ISBN 978-0-471-66357-7.
- Human Brain Endocasts, Taung, and the LB1 Hobbit Brain. Kapitel 4 in: Douglas Broadfield et al. (Hrsg.): The Human Brain Evolving. Paleoneurological Studies in Honor tof Ralph L. Hollaway. Stone Age Institute Press, 2010, S. 51–58, ISBN 978-0-9792276-3-9.
- Language and tool making are similar cognitive processes. In: Behavioral and Brain Sciences. Band 35, Nr. 4, 2012, S. 226, doi:10.1017/S0140525X11002019.
- mit diversen anderen: Endocast morphology of Homo naledi from the Dinaledi Chamber, South Africa. In: PNAS. Band 115, Nr. 22, 2018, S. 5738–5743, doi:10.1073/pnas.1720842115.

autobiographischer Rückblick
- The Human Brain Evolving: A Personal Retrospective. In: Annual Review of Anthropology. Band 37, 2008, S. 1–19, doi:10.1146/annurev.anthro.37.081407.085211 (frei zugänglicher Volltext).